# Julián Molina
Julián Molina (* 11. Mai 1993 in Paraná) ist ein argentinischer Leichtathlet, der sich auf den Hindernislauf spezialisiert hat, aber auch im Langstreckenlauf an den Start geht. 2023 wurde er Südamerikameister im 3000-Meter-Hindernislauf.

## Sportliche Laufbahn
Erste internationale Erfahrungen sammelte Julián Molina im Jahr 2022, als er bei den Ibero-Amerikanischen Meisterschaften in La Nucia in 13:52,50 min die Bronzemedaille im 5000-Meter-Lauf hinter dem Spanier Carlos Mayo und Carlos Díaz aus Chile gewann und sich auch über 3000 m Hindernis in 8:35,40 min die Bronzemedaille hinter dem Spanier Gonzalo Parra und Nahuel Carabaña aus Andorra gewann. Im Jahr darauf siegte er bei den Südamerikameisterschaften in São Paulo in 8:36,47 min im Hindernislauf und gewann in 13:55,75 min die Silbermedaille hinter dem Uruguayer Valentín Soca. Im August schied er bei den Weltmeisterschaften in Budapest mit 8:46,44 min in der Vorrunde im Hindernislauf aus und im November gelangte er bei den Panamerikanischen Spielen in Santiago de Chile mit 9:03,03 min auf den neunten Platz. 2024 belegte er bei den Ibero-Amerikanischen Meisterschaften in Cuiabá in 8:53,53 min den achten Platz im Hindernislauf und gelangte über 5000 Meter mit 14:48,21 min auf Rang neun.
In den Jahren 2020 und 2021 wurde Molina argentinischer Meister im 10.000-Meter-Lauf sowie 2020 und 2022 über 3000 m Hindernis. Zudem wurde er 2022 Landesmeister im 5000-Meter-Lauf.

## Persönliche Bestleistungen
- 5000 Meter: 13:42,21 min, 27. März 2021 in Concepción del Uruguay
- 10.000 Meter: 28:33,90 min, 9. April 2021 in Concepción del Uruguay
- 3000 m Hindernis: 8:31,97 min, 25. Mai 2022 in Huelva